# それを愛と呼ぶなら
「それを愛と呼ぶなら」（それをあいとよぶなら）は、ソニー・ミュージックアソシエイテッドレコーズから2022年6月1日に発売されたUruの12枚目シングル。表題曲は同年4月24日より先行配信されている。

## 概要
2022年の第一弾シングル。
前作「Love Song」より約9ヶ月ぶりにリリースされた。
表題曲は、TBS系列日曜劇場『マイファミリー』の主題歌に起用されている。編曲はドラマ『テセウスの船』の主題歌「あなたがいることで」に続き、小林武史が担当している。
C/W曲は、「セレナーデ」はデビュー記念日の6月15日に発売された短編集『セレナーデ』に収録された物語の原案、「なんでもないよ、」（マカロニえんぴつのカバー）、前作「Love Song」のセルフカバーの3曲となっている。
初回生産限定盤と通常盤の2形態でリリースし、各初回生産分にUru Tour 2022「again」チケット抽選受付シリアルナンバーが封入された。

## 世界観
それを愛と呼ぶなら
他人との関係性は、近しいという認識を持っていても過ぎゆく時間の中で少しずつ変化していく。その中で、「もう一度、関係を作り直したい」、そのために「自分はどう変わっていくべきか」を誠意をもって注意深く見つめ返せば、必ずやり直せることが実感出来る歌詞となっている。

## チャート成績
- オリコン週間デジタルランキング

2022年05月02日付（集計期間：2022年04月18日～2022年04月24日）のオリコン週間デジタルシングルランキングで初登場8位となり、二〜三週目は3位にランクアップした。
- ビルボード・ダウンロード・ソング・チャート

2022年4月27日公開（集計期間：2022年4月11日〜4月19日）のBillboard JAPANダウンロード・ソング・チャート「Download Songs」で初登場11位となり、翌週の同チャートでは8つ順位を上げて最高位となる3位を記録した。
- ビルボード・ジャパン・ホット100

デジタル配信から約1か月後、フィジカルCDが発売され、CDセールスとルックアップのフィジカル2指標が牽引し八週目の「HOT 100」で最高位11位にジャンプアップした。

## 収録曲

### CD
| #         | タイトル                                     | 作詞・作曲 | 編曲          | 時間  |
| --------- | -------------------------------------------- | ---------- | ------------- | ----- |
| 1.        | 「それを愛と呼ぶなら」                       | Uru        | 小林武史      | 4:55  |
| 2.        | 「セレナーデ」                               | Uru        | Tomi Yo       | 4:50  |
| 3.        | 「なんでもないよ、」(マカロニえんぴつ Cover) | はっとり   | Uru、Hidenori | 3:25  |
| 4.        | 「Love Song」(Self-cover ver.)               | Uru        | Uru、Hidenori | 5:26  |
| 5.        | 「それを愛と呼ぶなら」(Instrumental)         |            |               | 4:55  |
| 6.        | 「セレナーデ」(Instrumental)                 |            |               | 4:50  |
| 合計時間: | 合計時間:                                    | 合計時間:  | 合計時間:     | 28:21 |

### Blu-ray
| #  | タイトル                                                              | 作詞 | 作曲・編曲 |
| -- | --------------------------------------------------------------------- | ---- | ---------- |
| 1. | 「Love Song」(MUSIC VIDEO)                                            |      |            |
| 2. | 「それを愛と呼ぶなら」(MUSIC VIDEO)                                   |      |            |
| 3. | 「Uru Live 2021「To You」@東京国際フォーラムホールA 〜Live Digest〜」 |      |            |

## ミュージックビデオ
それを愛と呼ぶなら
- 監督：松本花奈[18]
- 出演：青木柚、三村朱里、井上一輝、川田秋妃、カトウシンスケ[18]

## タイアップ
それを愛と呼ぶなら
TBS系列日曜劇場『マイファミリー』主題歌